# 3096 dagar
3096 dagar (originaltitel 3096 Tage) är en självbiografi av Natascha Kampusch, som under åtta år satt inspärrad i ett litet källarutrymme hos Wolfgang Přiklopil i Österrike. Hon tillfångatogs 1998 och lyckades inte fly förrän åtta år senare, varvid Priklopil strax därefter begick självmord. Boken utkom 2010, och i svensk översättning 2011. År 2013 hade filmatiseringen av boken premiär.

## Barndomen
Boken inleds med en beskrivning av hennes barndom i Wien. Hon beskriver den inte som lycklig, bland annat för att hennes föräldrar ofta grälade. Men där fanns också ljusa och lyckliga stunder, framförallt hos farmodern. Denna del av hennes liv slutade dock abrupt i samma stund som hon blev indragen i den vita minibussen, av en man hon aldrig tidigare sett, då hon var på väg till skolan. Något som skedde bara några veckor efter att hon övertygat sin mamma om att hon inte längre behövde skjutsa henne till skolan. Denna ofattbara dag skildrar hon i det andra kapitlet, "Vad skulle kunna hända. Den sista dagen i mitt gamla liv". 

## Tillfångatagandet och det första dygnet
Dagen före hade hon bråkat med sin mamma och hon mådde inte alls bra den dagen. Hon gick med dröjande steg och fantiserade till och med om självmord, om att bara gå ut i vägen och låta sig bli överkörd. Så fick hon syn på en vit minibuss som stod i en parkeringsficka på höger sida av vägen. Och intill den skymtade hon också en man. Hon beskriver hur hon instinktivt blev rädd och fick en impuls att gå över till andra sidan vägen. I hennes inre kom i snabb takt en massa bilder och förmaningar: att aldrig tilltala okända, att aldrig kliva in i främmande bilar, bortföranden, övergrepp och så vidare. Men hon gjorde inte det, hon gick inte över till andra sidan, istället stålsatte hon sig för att gå förbi. När hon var omkring två meter från mannen och bilen såg han henne rakt i ögonen. I samma stund som detta skedde försvann rädslan, skriver hon, och hon tänkte "den mannen är det synd om". Därefter gick det snabbt, han tog henne om midjan och lyfte helt enkelt in henne i minibussen genom de öppna bakdörrarna. Hon förstod genast att hon blivit bortförd och förmodligen skulle dö. De två första frågorna hon ställde var: "Vilket skonummer har du?" och "Kommer du att förgripa dig nu?" Den första svarade han inte på och på den andra svarade han: "Du är alldeles för ung. Det skulle aldrig falla mig in." Därefter sade han: "Nu tar jag dig till en skog och lämnar över dig till de andra." Några "andra" kom dock aldrig. Istället körde han hem henne till sin villa i Strasshof, ca 25 km öster om Wien. Där virade han in henne i en filt och bar ner henne till källaren, till det som skulle komma att bli hennes fängelse de kommande åtta åren.

## Fångenskapen hos Priklopil
Det tredje kapitlet fram till bokens slut ägnar hon åt att beskriva fångenskapen hos Wolfgang Priklopil. En person som hon oftast väljer att kalla för "gärningsmannen", omväxlande med hans riktiga namn (som hon först efter en längre tid fick veta). Tillvaron som fånge var vedervärdig och rummet var bara omkring fem kvadratmeter stort, men hon var ändå tvungen att på något sätt "bli herre" över situationen. Hon var tvungen att vara stark, och att sysselsätta sig med olika saker, helt enkelt för att inte bli tokig. Hon hoppades och trodde under den första tiden att polisen snart skulle komma och rädda henne. Det var dock ett fåfängt hopp, som hon i boken beskriver det. I verkligheten hade polisen i och för sig en gång pratat lite kort med Priklopil, men de gjorde inte ens någon riktig koll av huset. 

### Längtan efter familjen
Hon längtade oerhört efter sin familj, sin mamma, pappa och farmor.
Hennes farmor bodde i samma stad, bara en bit ifrån, och hennes mamma bodde 25 minuter bort.

### Misshandeln
I flera kapitel skildrar hon hur Priklopil misshandlade henne både fysiskt, psykiskt och även genom svält. Han tog ifrån henne allt och efter ett par år förbjöd han henne till och med att nämna något av sitt tidigare liv. Hon skulle vara hans slavinna helt enkelt, men också en person som var som ett tomt ark, som han kunde forma som han behagade. 

### Livet i källaren och besöken "där uppe"
Den mesta tiden var hon fånge nere i källaren, men ibland fick hon också vistas uppe i huset, bland annat då de tillsammans gjorde renoveringar på övervåningen. Men då vågade han inte släppa ögonen från henne. Han ville se vartenda steg hon tog när hon var uppe i huset.

### De små vinsterna
Hon säger att Priklopil hade så gott som total makt över henne, men vissa saker lyckades han ändå inte tvinga henne till. Exempelvis att kalla honom för Maestro eller att knäböja för honom. Dock framhåller hon också i boken att hon inte såg honom som helt igenom ond. Innerst inne ville han ha det som alla människor vill ha, säger hon, nämligen kärlek och respekt. Hon beskriver hur viktigt det var för henne att skilja på handling och person, och dessutom att se att Priklopil hade två personligheter, en väldigt mörk och en som inte var fullt så mörk. Hon tänkte också att han kanske haft en svår uppväxt och att han var sjuk, och att det var därför han begick detta brott. Hon såg honom helt enkelt inte som helt igenom ond, och hon menar att detta var viktigt för att hon skulle härda ut, och för att bevara sin egen mänsklighet.

### "Om du försöker fly"
En av de saker som Priklopil ständigt påminde Natascha om var att han skulle döda henne om hon försökte att fly. Dessutom skulle, lovade han, också döda alla som var i närheten eller som såg henne eller som hon försökte meddela sig med.

## Varför hon överlevde
Något hon återkommer till flera gånger i boken är det faktum att hon var ett barn under en stor del av fångenskapen. Hon spekulerar i boken om att detta kan ha varit till viss fördel för henne, eftersom barn har lättare att anpassa sig till väldigt konstiga omständigheter. Barn har en naturlig benägenhet att anpassa sig efter de vuxna i omgivningen, så hon anpassade sig helt enkelt till stor del till den enda vuxna som hon hade kontakt med. Viktigt var också att hon under alla år lyckades bevara en viss värdighet, bland annat genom de små vinsterna, och att hon bestämde sig för att när hon var 18 år då skulle hon lyckas fly.